# Архитектурен стил
Архитектурният стил може да се определи като съвкупност от основни черти и признаци на архитектурата от определено време и място, проявяващи се в особеностите на функционалните, конструктивните и художествените ѝ страни (предназначение на сградата, строителни материали и конструкция, прийоми в архитектурната композиция). Понятието архитектурен стил влиза в по-общото понятие стил като художествен мироглед, обхващащ всички страни на изкуството и културата на обществото в определен момент от социалното и икономическото му развитие, като съвкупност от главните идейно-художествени особености на творчеството на един творец.
Развитието на архитектурните стилове зависи от климатични, технически, религиозни и културни фактори.
Макар че развитието на архитектурата зависи пряко от историческия период, невинаги стиловете се сменят последователно, като може да има и едновременно съществуване на стилове като алтернативи един на друг (например, барок и класицизъм, модернизъм и еклектика, функционализъм, конструктивизъм и ар-деко).
Архитектурният стил като описателно средство е част от научния метод на история на архитектурата, доколкото позволява да се проследи глобалната посока на развитие на архитектурната мисъл. Прието е да се отделят следните архитектурните стилове с глобално значение:
- Първобитна архитектура
- Антична архитектура. 8 век пр.н.е. – 5 век;
- Романски стил. 10 – 12 в.;
- Готика. 12 – 15 в.;
- Ренесансова архитектура. Началото на 15 – началото на 17 в.;
- Барок. Края на 16 век – края на 18 в.;
- Рококо. Началото на 18 – края на 18 в.;
- Неокласицизъм. Средата на 18 и през 19 в.;
- Еклектика. 1830-те – 1890-те години;
- Модерн. 1890-те – 1910-те години;
- Модернизъм. Начарото на 1900-те – 1980-те години;
- Конструктивизъм. 1920-те – началото на 1930-те г.;
- Постмодернизъм. От средата на 20 век;
- Хай-тек. От края на 1970-те години;
- Деконструктивизъм. От края на 1980-те г.;
- Динамична архитектура. От началото на 21 век.